# الوكالة الوطنية لحماية المحيط
الوكالة الوطنية لحماية المحيط أو الوكالة الوطنية لحماية البيئة تعرف أيضًا بـ(ANPE) هي مؤسسة عامة تونسية غير إدارية، تخضع لإشراف وزارة البيئة. أُنشئت بموجب القانون رقم 91-88 بتاريخ في 2 أغسطس 1988.

## المهام
أُنشئت الوكالة قبل إنشاء وزارة البيئة في تونس، وتتمثل مُهمتها في وضع المبادئ التوجيهية للسياسة الوطنية فيما يتعلق بمُكافحة التلوث والحفاظ على البيئة، وتنفيذها من خلال إجراءات محددة وقطاعية وكذلك إجراءات عالمية في إطار خطة التنمية الوطنية.
تتمثل مُهمة الوكالة أيضًا في مُكافحة جميع مصادر التلوث والإزعاج وجميع أشكال التدهور البيئي. وفي هذا السياق، يُقترح على السلطات الإجراءات اللازمة لتحقيق هذا الهدف.

## التنظيم
يُدير الوكالة مجلسٌ إداري مكون من اثني عشر عضوًا ينتمون إلى وزارات مختلفة ويرأسه مدير عام يُعيَّن بمرسوم بناءً على اقتراح من وزارة البيئة.
وهي مكونة من ثلاثة أقسام:
- قسم الخدمات المشتركة
- قسم التقييم والمعالجة البيئية
- قسم مراقبة ورصد التلوث

## المشاريع
ومن بين مشاريع الوكالة إطلاق شبكة مراقبة جودة المياه السطحية والجوفية في عام 2004 (الوديان، الأراضي الرطبة، السدود، السبخات، المياه الجوفية وغيرها).
في عام 2018، أُنشئت منصة جديدة لجودة الهواء تسمى TunAIR. تتيح هذه المنصة للمُواطنين الحصول على فكرة يومية عن الحالة العامة لجودة الهواء في مناطق مختلفة من الدولة. الميزانية المخصصة لإنشاء هذه المنصة تقدر بـ455000 يورو (حوالي 1.5 مليون دينار تونسي).